# Шусселе, Кристиан
Кристиан Шусселе (англ. Christian Schussele; 1824—1879) — американский художник и педагог французского происхождения.

## Биография
Родился 16 апреля 1824 года в городе Гебвиллер, Франция.
Живописи учился у Адольфа Ивона и Поля Делароша в 1842—1848 годах, затем приехал в Соединённые Штаты. Здесь он какое-то время работал над хромолитографией, которой начал занимался во Франции. Позже почти полностью посвятил себя живописи.
Около 1863 года у Кристиана Шусселе случился паралич правой руки. В 1865 году он уехал за границу на лечение, которое не принесло видимой пользы. По возвращении в 1868 году в США, он был избран на должность заведующего кафедрой рисунка и живописи Пенсильванской академии изящных искусств, которую занимал до своей смерти. Когда Шусселе был слишком болен, чтобы преподавать, его замещал художник Томас Икинс. Он же сменил Кристиана Шусселе в качестве преподавателя живописи и рисунка в академии.
Несмотря на недуг, он продолжал писать. В одной из его работ, «Люди прогресса» («Men of Progress»), представлен групповой портрет девятнадцати американских изобретателей и новаторов. Хотя все изображённые были на момент создания картины живы, они никогда не встречались как группа, а общий портрет был составлен из существующих индивидуальных портретов. В настоящее время это полотно находится в Купер Юнион, Нью-Йорк.
Умер 20 августа 1879 года в Городе Мерчантвилл, штат Нью-Джерси. Был похоронен в Филадельфии на кладбище Laurel Hill Cemetery. Его жена Сесилия Шусселе (1841—1915) была похоронена рядом с мужем.
- Некоторые работы
- Men of Progress
- Washington Irving and his Literary Friends at Sunnyside
- Andrew Jackson before Judge Hall